# 栃木県立高根沢高等学校
栃木県立高根沢高等学校（とちぎけんりつたかねざわこうとうがっこう）は栃木県塩谷郡高根沢町文挾に所在する公立の高等学校。

## 設置学科
- 普通科
- 商業科

## 特色

### 学区
かつて普通科は塩谷・南那須学区（塩谷郡高根沢町・さくら市・那須烏山市・矢板市・塩谷郡塩谷町・那須郡那珂川町）に属しており、上記以外の県内市町からは定員の25%まで入学が認められていた。（ただし、宇都宮市からの入学には制限なし）。学区制は2014年度入試（2015年度入学者）より撤廃された。なお、商業科には学区が設定されておらず、学区制撤廃以前より県内全域から志願・入学することができた。

## 沿革
- 1950年（昭和25年） - 栃木県立矢板高等学校の北高根沢分校として開校
- 1967年（昭和42年） - 栃木県立高根沢商業高等学校として独立
- 2006年（平成18年） - 現校名に改称
- 2017年（平成29年） - 創立50周年記念式典挙行

## 著名な出身者
- 村上之宏（元南海ホークス投手）
- 有村実樹（モデル、夫はフジテレビアナウンサーの榎並大二郎）